# Barry Ferguson
Barry Ferguson (Hamilton, 2 de Fevereiro de 1978) é um futebolista escocês.